# Hamilkar Barkasz
Hamilkar Barkasz (pun nyelven: 𐤇𐤌𐤋𐤒𐤓𐤕 𐤁𐤓𐤒 Ḥmlqrt Brq avagy Ḥamilqart Baraq; latinul: Hamilcar Barca;Kr. e. 275 – Kr. e. 228) az egyik legjelentősebb pun hadvezér. Ő volt Hannibál apja. Harcolt az első pun háborúban is. Gyűlölte a rómaiakat, és fiát is ebben a szellemben nevelte. Az első pun háború után Hamilkar hadjáratot indított az ibériai törzsek leigázására, és hogy elfoglalja Hispániát. Vele tartott fia, Hannibal is, aki a lovasság parancsnokaként vett részt a harcokban. Egy sikertelen ostromot követően Hamilkar meghalt.
Felmenőiről annyit tudunk, hogy arisztokrata családból származott – különben nem kapott volna fontos hadvezéri feladatokat – és apját is Hannibálnak hívták, ahogy híres fiát.

## Élete

### Első pun háború
Az első pun háború vége felé tűnt fel, i. e. 247-ben fiatalon kapott hadvezéri megbízatást Karthágó szicíliai csapatai felett. Flottájával végigdúlta Dél-Itália partvidékét, különösen Bruttium környékét, majd Szicília északi partján megtámadta Panormoszt, végül Panormosztől nyugatra birtokba vett egy magaslatot, Heirktét („bekerített hely”), ahol 3 évig tartotta magát. i. e. 244-ben azután váratlan támadással elfoglalta Erüksz városát. 242-re a rómaiak összeszedték magukat a korábbi vereségük után és a Caius Lutatius Catulus vezette 200 ötevezősoros hajóból álló flottájukkal visszavették az irányítást a tenger felett. A karthágói csapatok elszigetelődtek Lilübaion, Drepanon és Erüksz területén. Karthágó utasította Hamilkárt, hogy kezdjen béketárgyalásokat Lutatiusszal. Valószínűleg ekkoriban alakult ki Karthágóban az a két párt, amelyiknek küzdelme rányomta bélyegét Karthágóra. Az egyik, a Hanno által vezetett „Afrika-párt”, amelyik a Rómával szemben elszenvedett területveszteségekért afrikai (numidiai) hódításokkal akarta kárpótolni a várost, a másik a Hamilkár családja által vezetett „Róma ellenes párt”. A békét i. e. 241-ben kötötték meg, a karthágóiaknak súlyos hadisarcot kellett fizetniük. Hamilkár ekkor a lilübaioni helyőrség parancsnokára, Giskónra bízta a szicíliai fővezérséget és visszatért Karthágóba.

### Zsoldosháború
Hamilkár ebben az időben, i. e. 241-től valószínűleg belső szervezkedéssel foglalkozott, hogy ellensúlyozza a Hanno vezette pártot. Ekkor vette feleségül legidősebb lányát Bomilkar hajóparancsnok. A Szicíliában maradt zsoldosok – gallok, ligurok, líbiaiak, szardíniaiak és mások – hazaszállítása Giskónra maradt, ami miatt a zsoldosok úgy érezték, hogy Hamilkár elárulta őket. Giskón kis kontingensekben fokozatosan szállította a zsoldosokat Karthágóba, ahol meg kellett volna kapniuk elmaradt ellátmányukat, hogy mindegyikük hazamehessen oda, ahonnan származott. A Vének Tanácsa azonban Karthágó anyagi gondjai miatt hagyta felgyűlni a zsoldosokat a város mellett, késlekedett a kifizetésükkel, hogy majd együtt lealkudhassa a zsoldjukat.
Hanno – a thevestei győző – mint katonai kormányzó és a szárazföldi csapatok főparancsnoka beszédet intézett a zsoldosokhoz, ecsetelve Karthágó rossz anyagi helyzetét, de ez fordítva sült el, mint számította, és a zsoldosok fellázadtak (i. e. 240-ben?). Giskón is visszatért Karthágóba – benne még bíztak a zsoldosok – megkezdte a zsoldhátralék kifizetését, de mivel ő is alkudozott, végül foglyul ejtették. A zsoldosok a szárazföld felől blokád alá vették Karthágót valamint Uticát és más városokat is. Hanno sikeresen felmentette Uticát a tenger felől, de nem használta ki a győzelmét, a zsoldosok összeszedték magukat és szétverték Hanno csapatait.
Ekkor tért vissza a harchoz Hamilkár, akire 10 fős sereget bízott Karthágó 70 elefánttal. Győzött a Makar (Medzserda) mellett, jól bánt a foglyokkal, besorozta, vagy hazaengedte őket. Ezért, hogy felégessék maguk mögött a hidat, a még harcoló zsoldosok kivégezték a fogoly Giskónt, ami nagyon felháborította a karthágóiakat. Ekkor a szardíniaiak is fellázadtak, akik eddig nem tartottak a többi zsoldossal. Karthágó ismét nehéz helyzetbe került, de ezt korábbi ellenségei, Hierón szürakuszai türannosz és Róma nem használták ki. Hanno újabb sereget toborozhatott Itáliában és a római kereskedők is szállíthattak utánpótlást Karthágónak. Hierón nyilván nem akarta Karthágó bukását, hogy Rómával szemben maradjon valami ellensúly. Róma pedig félhetett a lázadás átterjedésétől, emlékezve az i. e. 265-ös volsinii rabszolgalázadásra is.
Hamilkár szerette volna, ha Hanno seregével vele összhangban működik, de a két hadvezér nem jött ki egymással. Karthágó végül úgy döntött, hogy Hamilkár legyen az egyedüli főparancsnok, Hanno lépjen vissza. Hamilkár alvezére Hannibál lett, aki nem tévesztendő össze Hamilkár fiával, a későbbi híres hadvezérrel. Csapdába ejtették a zsoldosok nagy részét, már csak Tuniszt tartotta Mathósz, a zsoldosok vezére. Ostrom közben az óvatlan Hannibált elfogták a kitörő zsoldosok és keresztre feszítették. Ekkor Karthágó ismét Hannót rendelte Hamilkár mellé. Mathóst végül egy döntő csatában legyőzték i. e. 237-ben, talán valahol Leptis Minor közelében.
A rómaiak i. e. 237 elején, amikor már látszott, hogy Karthágó leveri a zsoldoslázadást, elfoglalták a védelem nélküli Szardíniát, amivel megalapozták Hamilkár engesztelhetetlen gyűlöletét velük szemben és a későbbi második pun háborút. A részletekről nem maradt fenn információ, de Hamilkárt ezután bíróság elé akarták állítani azzal a váddal, hogy még Szicíliában elhamarkodott ígéreteket tett a kelta zsoldosoknak, végül azonban megmenekült a pertől személyes kapcsolatainak köszönhetően. Ezek közé tartozik a szépnek nevezett Hasdrubal, aki talán ekkor vette feleségül második lányát.

### Hispánia
I. e. 237. tavaszán-nyarán Hamilkár Hispániába indult, ahová alvezérként magával vitte Hasdrubalt, valamint saját fiait is. Legidősebb fia, Hannibál i. e. 193-ban mesélte el III. Antiokhosznak, hogy apja ekkor eskette meg őt, hogy soha nem lesz a rómaiak barátja. Nem lehet eldönteni, hogy ez valóban így volt, vagy Hannibál találta ki azért, hogy Antiokhosz ne gyanakodjon Hannibálra. Polübiosz beszámolója tűnik hitelesebbnek, miszerint Hamilkár szárazföldi úton ment Héraklész oszlopaiig és ott kelt át Gibraltárba. Hispániának eddig az időig nagyjából a Baetis torkolatától a Sucro (Júcar) torkolatáig terjedő tengerparti vidéke volt karthágói befolyás alatt, azaz Andalúzia és a hispániai Levanténak nevezett terület partmenti része. Először Gades-ben volt bázisa, majd az általa a görögök által Akra Leukénak („Fehér-fok”) nevezett helyen alapított (i. e. 255-251 körül) városban, amelyet a történészek általában Alicante területére vagy közelébe tesznek. Pun neve nem maradt fenn, de a pun topnímiai párhuzamok ismeretében Rus- kezdetű lehetett. A pun befolyási övezetet kiterjesztette a Sierra Morenáig, erről az ekkoriban az itt lévő ezüstbányákból származó megszaporodó ezüstpénzleletek tanúskodnak. Bizonyos források szerint i. e. 231-ben római küldöttség érkezett hozzá, hogy kipuhatolja hispániai tevékenységének céljait. Valószínűleg i. e. 228-ban egy a keltibérek elleni hadjáratban vesztette életét, a konkrét körülményekre több verzió maradt fenn. Vagy a csatamezőn esett el harc közben, vagy menekülés közben egy nagy folyón – talán a Júcaron – való átkelés közben vízbe fulladt.

## Neve etimológiája
Hamilkár neve a föníciai-pun Bdmlqrt megfelelője, amelyet a latin szerzők néha a Hamilcar helyett a helyesebb Admilcar alakban is átírtak. Jelentése „Melkart szolgája”, vagy „Melkart kegyessége”. A punok között a leggyakoribb nevek egyike.
A gyakori nevű embereket melléknevekkel, illetve a felmenők nevének megadásával különböztették meg egymástól. Hamilkár mellékneve, a Barka jelentésére két verzió létezik. Az egyik, hogy az „áldás” jelentésű brk gyököt tartalmazza, amelyből az arab baraka („karizma”) szó származik. A másik a „villám” jelentésű brq gyök. Ez abban a korban a görög nyelvterületen is gyakori melléknév volt a diadokhoszok leszármazottai között, mint Keraunosz. Nem tudjuk, hogy Hamilkár a melléknevét örökölte-e vagy maga szerezte.
Neve héber nyelven חמילקרת ברקה, Ḥmélḳrt Brḳh, föníciai nyelven Ḥmílḳrt Brḳh.

## Családja
Felesége nevét nem ismerjük, három lánya, majd három fia született tőle. Sorrendben:
- Lány – Bomilkar felesége, tőle született Hanno, aki Hannibállal együtt részt vett az itáliai hadjáratban
- Lány – Szép Hasdrubal első felesége
- Lány – Naravas numida vezérnek ígérték feleségül
- Hannibál (i. e. 247 – i. e. 183), a híres hadvezér
- Hasdrubal (i. e. 245 – i. e. 207) – a hispániai csapatok parancsnoka az itáliai hadjárat idején, a Metaurusnál esett el
- Magón (i. e. 243 – i. e. 203) - a tengeren halt meg Hannibál felé igyekezve